# Goo
goo, que debe ser escrito en minúsculas, es un motor de búsqueda de Internet y un portal ubicado en Japón que indexa contenidos principalmente en japonés. goo es operado por la empresa de telecomunicaciones NTT.